# اچ‌ام‌اس سایرن (۱۹۰۰)
اچ‌ام‌اس سایرن (۱۹۰۰) (به انگلیسی: HMS Syren (1900)) یک کشتی بود که طول آن ۲۱۰ فوت (۶۴ متر) بود. این کشتی در سال ۱۹۰۰ ساخته شد.